# Crustulina albovittata
Crustulina albovittata là một loài nhện trong họ Theridiidae.
Loài này thuộc chi Crustulina. Crustulina albovittata được Tord Tamerlan Teodor Thorell miêu tả năm 1875.